# Гуань Даошэн

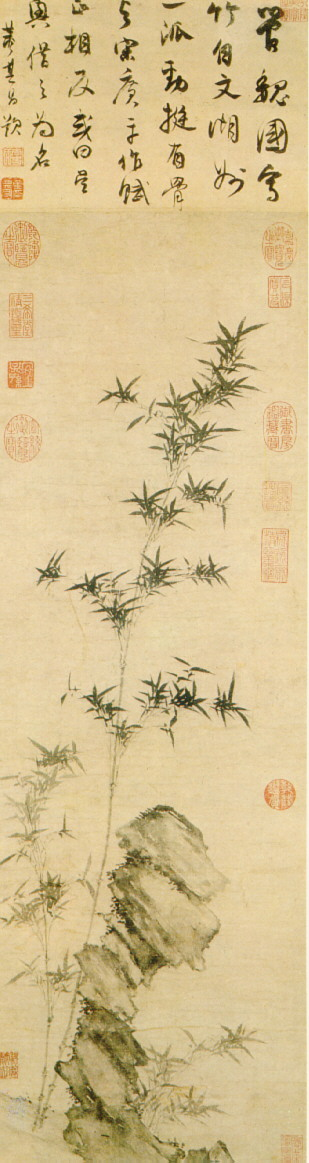
Гуань Даошэн. «Бамбук и Камень».

Гуань Даошэн (кит. упр. 管道昇, пиньинь Guǎn Dàoshēng; 1262—1319) — поэтесса, художница и каллиграфистка в Китае эпохи правления династии Юань.
Широко признанная в Китае как первая художница, Гуань Даошэн стала идеалом образованной китайской женщины в её время и последующие эпохи. Она была супругой знаменитого художника и каллиграфа Чжао Мэнфу, но при этом сама также была значительной художницей и каллиграфисткой. Используя в поэзии и рисунке стили, характерные для мужчин, при этом она уделяла внимание тому, чтобы сохранить свой стиль и индивидуальность. Она записывала свои стихи на свитках со своими рисунками, таким образом знакомя с ними широкую публику. Для её стихов характерны переживания за мужа и детей, а также ирония и сарказм. Среди её стихов есть один, выражающий недовольство тем, что муж взял наложницу, и серия, в которой она уговаривает его оставить жизнь при дворе.
Свитки Гуань Даошэн вместе с творениями её супруга Чжао Мэнфу и сына Чжао Юна были собраны в одной коллекции монгольским императором Аюрбарибадой, который восторгался тем, что в одной семье собраны столь выдающиеся художники и каллиграфы. В возрасте 58 лет в 1319 году в ходе долгой и тяжелой болезни Гуань Даошэн скончалась. Муж пережил её на три года. Они были похоронены в одном месте, в районе горы Дунхэншань в округе Дэцин, современной провинции Чжэцзян.

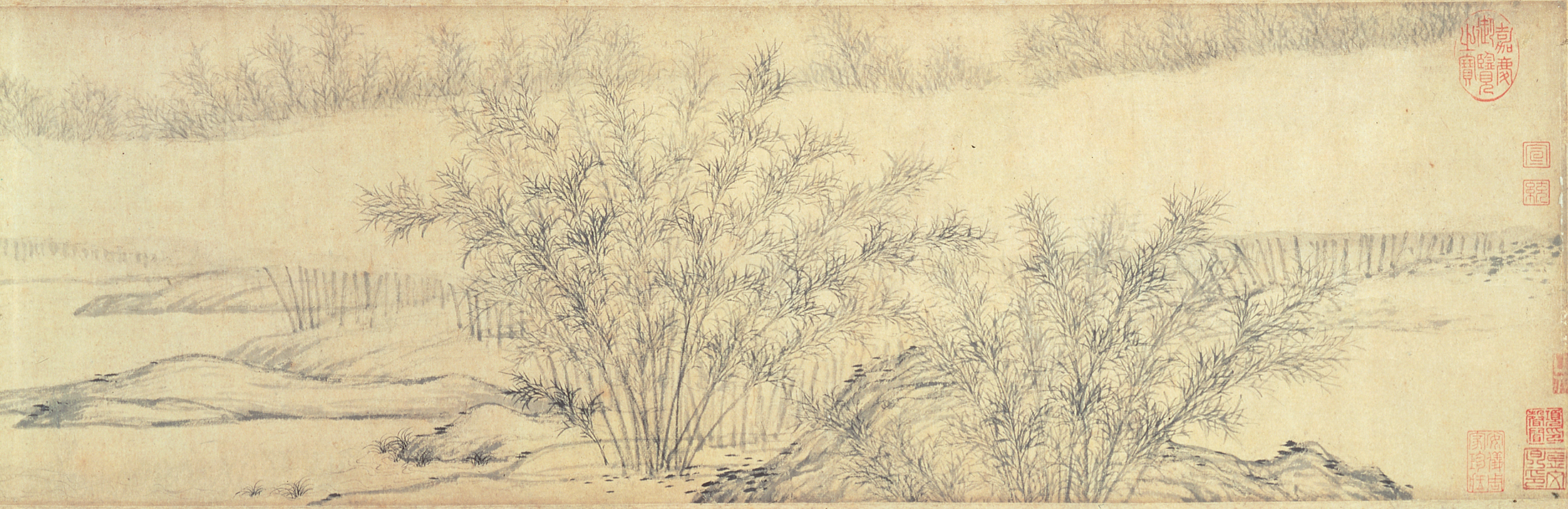
Гуань Даошэн. «Бамбуковые рощи в тумане и дождь», 1308 год династия Юань